# 송광수
송광수(宋光洙, 1950년 1월 4일 ~ )는 대한민국의 제33대 검찰총장을 역임한 법조인이다. 본관은 은진이며, 경상남도 마산시 출생이다. 종교는 천주교이며, 세례명은 '토마스 아퀴나스'이다.

## 학력
- 서울고등학교 졸업
- 서울대학교 법과대학 법학 학사

## 경력
- 1971년 : 제13회 사법시험 합격
- ~ 1973년 : 제3기 사법연수원
- 1977 ~ 1979년 : 서울지방검찰청 수원지청 검사
- 1982 ~ 1985년 : 법무부 검찰1과 검사
- 1985 ~ 1986년 : 대검찰청 검찰연구관
- 1986 ~ 1987년 : 마산지방검찰청 충무지청 지청장
- 1991 ~ 1992년 : 법무부 검찰1과장
- 1992 ~ 1993년 : 서울지방검찰청 형사부장
- 1995 ~ 1996년 : 수원지방검찰청 성남지청장
- 1996 ~ 1997년 : 서울지방검찰청 제2차장검사
- 1997 ~ 1998년 : 서울지검 동부지청장
- 1998 ~ 1999년 : 부산고검 차장
- 1999년 : 사법연수원 부원장
- 1999 ~ 1999년 : 법무부 법무실 실장
- 1999.08 ~ 2000.07 : 제43대 대구지방검찰청 검사장
- 2000.07 ~ 2001.05 : 제44대 부산지방검찰청 검사장
- 2001년 : 법무부 검찰국장
- 2002.02 ~ 2003.03 : 제33대 대구고등검찰청 검사장
- 2003년 3월 10일 ~ 2005년 4월 2일 : 제33대 검찰총장
- 2005.06 : 변호사송광수법률사무소 변호사
- 2007.07 ~ : 김&장 법률사무소 변호사
- 2014.06 ~ : 천고법치문화재단 이사
- 2017년 9월 27일 ~ 2018년 11월 2일 : 한국기원 부총재
- ~ 2019년 3월 : 삼성전자(주) 사외이사